# Антиох XII Дионисий
Антиох XII Дионисий (други прозвища: Епифан, Филопатор, Калиник) е владетел от династията на Селевкидите, петият син на Антиох VIII Грюпос и Трифаена.
Антиох XII установява сепаратистко управление в Дамаск и околностите му, наследявайки брат си Деметрий III Еукер, пленен от партите във войната му с Филип I Филаделф през 87 пр.н.е.. Подкрепен от птолемейски войски, Антиох XII воюва с Хасмонеите и набатеите. През 84 пр.н.е. е разгромен и убит от арабите набатеи които завладяват Дамаск.